# Philip Filleul
Philip Rowland Filleul (ur. 15 lipca 1885 w Bath, zm. 29 lipca 1974 w Edenbridge) – brytyjski wioślarz, srebrny medalista olimpijski.
Kształcił się w Wadham College Uniwersytetu Oksfordzkiego. Nigdy nie wystąpił w finałach The Boat Race.
Wystąpił na igrzyskach olimpijskich w Londynie w 1908 roku, gdzie razem z Johnem Fenningiem, Haroldem Barkerem i Gordonem Thomsonem zdobył srebrny medal w czwórkach bez sternika. Wyprzedzili ich jedynie rodacy z osady Magdalen College Boat Club. Został ponadto zgłoszony do startu w ósemkach, jednak ostatecznie nie wystartował.